# Sukodono (Bonang)
Sukodono is een bestuurslaag in het regentschap Demak van de provincie Midden-Java, Indonesië. Sukodono telt 2858 inwoners (volkstelling 2010).